# Полуханов, Андрей Анатольевич
Андрей Анатольевич Полуханов (род. 25 декабря 1969, Счастье, Луганская область) — российский политический деятель, депутат Государственной Думы ФС РФ четвёртого созыва (2003—2007).

## Биография
Родился в городе Счастье Луганской области.
В 1982 году переехал на Сахалин.
Служил в элитном спецназе ВМС. Впоследствии служил в органах внутренних дел, воевал в Дагестане.
В 1996 году возглавил службу безопасности Холмского районного отделения ЛДПР. В 1998 году был избран руководителем Холмской районной организации ЛДПР.
С 2001 по 2008 год был координатором Сахалинского регионального отделения ЛДПР
Был помощником депутата Государственной думы.

### Депутат государственной думы
В 2003 году баллотировался в Государственную думу 4 созыва от ЛДПР, номер 4 Дальневосточного региона списка. Избран не был.
В 2004 году назначен уполномоченным Высшего совета ЛДПР по Дальневосточному Федеральному Округу.
В том же году избран депутатом Сахалинской областной думы.
В 2007 году получил мандат депутата Государственной думы 4 созыва вместо ставшего главой ЦИК Владимира Чурова. Входил в комитет ГД по безопасности.
В 2007 году баллотировался в Государственную думу 5 созыва от ЛДПР, первый по региональной группе № 22 (Иркутская область — Братская). Избран не был.